# Lagotto romagnolo
Lagotto romagnolo[Nota], oriundo da Itália, é uma raça caçadora de patos da Romagna. Apesar da aparência de pelúcia, é considerado um ávido trabalhador, que colhe trufas ou recolhe caças. Na Escandinávia e no reino Unido este cão é tanto para companhia quanto para o trabalho. Fisicamente tem como peculiaridade o fato de sua pelagem, curta, lanosa e à prova d'água, clarear com a idade. De adestramento classificado como difícil, tem como ponto positivo o fato de seus pêlos não caírem, o que favorece a quem tem alergias.